# 福星鄉 (鄰水縣)
福星鄉，是四川省鄰水縣下轄的一個鄉鎮級行政單位，存在於道光年間至1953年。

## 沿革[1]
1949年12月，九龍區人民政府即建立了福星鄉公所。1951年6月9日，福星鄉公所劃歸第六區(袁市區)公所領導。1952年8月，第六區公所改稱第七區公所，福星鄉公所屬第七區公所領導。1953年4月24日，福星鄉公所改稱長灘鄉人民政府。